# Gijón Mariners
I Gijón Mariners sono la squadra di football americano di Gijón, in Spagna, fondata nel 2001.

## Dettaglio stagioni

### Tornei nazionali

#### Campionato

##### LNFA/Serie A
| Stagione | regular season | regular season | regular season | regular season | regular season | regular season | playoff | playoff | playoff | playoff | playoff | playoff          | playoff        |
|          | Vin            | Par            | Per            | Tot            | PF             | PS             | Vin     | Per     | Tot     | PF      | PS      | risultato        | avversaria     |
| -------- | -------------- | -------------- | -------------- | -------------- | -------------- | -------------- | ------- | ------- | ------- | ------- | ------- | ---------------- | -------------- |
| 2008     | 4              | 0              | 4              | 8              | 106            | 223            | -       | -       | -       | -       | -       | -                | -              |
| 2009     | 4              | 0              | 5              | 9              | 191            | 270            | 0       | 1       | 1       | 17      | 34      | Wild Card        | Osos de Rivas  |
| 2010     | 0              | 0              | 8              | 8              | 29             | 339            | -       | -       | -       | -       | -       | -                | -              |
| 2011     | 1              | 0              | 7              | 8              | 52             | 174            | -       | -       | -       | -       | -       | -                | -              |
| 2018     | 4              | 0              | 4              | 8              | 172            | 186            | 1       | 1       | 2       | 62      | 78      | Quarti di finale | Badalona Dracs |
| 2019     | 2              | 0              | 6              | 8              | 109            | 211            | -       | -       | -       | -       | -       | -                | -              |
| 2020     | 0              | 0              | 5              | 5              | 88             | 168            | -       | -       | -       | -       | -       | -                | -              |
| 2021     | 0              | 0              | 8              | 8              | 67             | 230            | -       | -       | -       | -       | -       | -                | -              |
| 2022     | 4              | 0              | 4              | 8              | 142            | 221            | -       | -       | -       | -       | -       | -                | -              |
| Totale   | 19             | 0              | 51             | 70             | 956            | 2022           | 1       | 2       | 3       | 79      | 112     |                  |                |

Fonti: Enciclopedia del Football - A cura di Roberto Mezzetti

##### LNFA2/Conferencias/Serie B
| Stagione | regular season | regular season | regular season | regular season | regular season | regular season | playoff | playoff | playoff | playoff | playoff | playoff          | playoff          |
|          | Vin            | Par            | Per            | Tot            | PF             | PS             | Vin     | Per     | Tot     | PF      | PS      | risultato        | avversaria       |
| -------- | -------------- | -------------- | -------------- | -------------- | -------------- | -------------- | ------- | ------- | ------- | ------- | ------- | ---------------- | ---------------- |
| 2006     | 0              | 0              | 6              | 6              | 34             | 332            | -       | -       | -       | -       | -       | -                | -                |
| 2007     | 3              | 1              | 3              | 7              | 256            | 262            | 1       | 1       | 2       | 20      | 15      | ?                | Argentona Bocs   |
| 2012     | 3              | 1              | 4              | 8              | 54             | 97             | -       | -       | -       | -       | -       | -                | -                |
| 2013     | 7              | 0              | 1              | 8              | 149            | 42             | 1       | 1       | 2       | 41      | 29      | Semifinale       | Granada Lions    |
| 2014     | 4              | 0              | 4              | 8              | 169            | 109            | 0       | 1       | 1       | 0       | 7       | Quarti di finale | Mallorca Voltors |
| 2016     | 3              | 0              | 3              | 6              | 66             | 95             | 1       | 1       | 2       | 14      | 27      | Semifinale       | Murcia Cobras    |
| 2017     | 4              | 0              | 4              | 8              | 190            | 167            | -       | -       | -       | -       | -       | -                | -                |
| Totale   | 24             | 2              | 25             | 51             | 918            | 1104           | 3       | 4       | 7       | 75      | 78      |                  |                  |

Fonti: Enciclopedia del Football - A cura di Roberto Mezzetti

##### LNFA Femenina 7×7
| Stagione | regular season | regular season | regular season | regular season | regular season | regular season | playoff | playoff | playoff | playoff | playoff | playoff   | playoff    |
|          | Vin            | Par            | Per            | Tot            | PF             | PS             | Vin     | Per     | Tot     | PF      | PS      | risultato | avversaria |
| -------- | -------------- | -------------- | -------------- | -------------- | -------------- | -------------- | ------- | ------- | ------- | ------- | ------- | --------- | ---------- |
| 2020     | 2              | 0              | 1              | 3              | 69             | 63             | -       | -       | -       | -       | -       | -         | -          |
| Totale   | 2              | 0              | 1              | 3              | 69             | 63             | -       | -       | -       | -       | -       |           |            |

Fonti: Enciclopedia del Football - A cura di Roberto Mezzetti

##### Serie C
| Stagione | regular season | regular season | regular season | regular season | regular season | regular season | playoff | playoff | playoff | playoff | playoff | playoff   | playoff         |
|          | Vin            | Par            | Per            | Tot            | PF             | PS             | Vin     | Per     | Tot     | PF      | PS      | risultato | avversaria      |
| -------- | -------------- | -------------- | -------------- | -------------- | -------------- | -------------- | ------- | ------- | ------- | ------- | ------- | --------- | --------------- |
| 2015     | -              | -              | -              | -              | -              | -              | 3       | 0       | 3       | 123     | 14      | Campioni  | Alicante Sharks |
| Totale   | -              | -              | -              | -              | -              | -              | 3       | 0       | 3       | 123     | 14      |           |                 |

Fonti: Enciclopedia del Football - A cura di Roberto Mezzetti

#### Coppa
| Stagione | regular season | regular season | regular season | regular season | regular season | regular season | playoff | playoff | playoff | playoff | playoff | playoff          | playoff              |
|          | Vin            | Par            | Per            | Tot            | PF             | PS             | Vin     | Per     | Tot     | PF      | PS      | risultato        | avversaria           |
| -------- | -------------- | -------------- | -------------- | -------------- | -------------- | -------------- | ------- | ------- | ------- | ------- | ------- | ---------------- | -------------------- |
| 2007-08  | -              | -              | -              | -              | -              | -              | 0       | 1       | 1       | 7       | 34      | Quarti di finale | Osos de Rivas        |
| 2018     | -              | -              | -              | -              | -              | -              | 1       | 1       | 2       | 24      | 53      | Semifinale       | Badalona Dracs       |
| 2019     | -              | -              | -              | -              | -              | -              | 0       | 1       | 1       | 13      | 14      | Quarti di finale | L'Hospitalet Pioners |
| 2021     | -              | -              | -              | -              | -              | -              | 1       | 1       | 2       | 29      | 61      | Semifinale       | Badalona Dracs       |
| Totale   | -              | -              | -              | -              | -              | -              | 2       | 4       | 6       | 73      | 162     |                  |                      |

Fonti: Enciclopedia del Football - A cura di Roberto Mezzetti

### Tornei locali

#### Liga Norte Senior
| Stagione | regular season | regular season | regular season | regular season | regular season | regular season | playoff | playoff | playoff | playoff | playoff | playoff   | playoff    |
|          | Vin            | Par            | Per            | Tot            | PF             | PS             | Vin     | Per     | Tot     | PF      | PS      | risultato | avversaria |
| -------- | -------------- | -------------- | -------------- | -------------- | -------------- | -------------- | ------- | ------- | ------- | ------- | ------- | --------- | ---------- |
| 2015     | 6              | 0              | 0              | 6              | 248            | 29             | -       | -       | -       | -       | -       | Campioni  | -          |
| Totale   | 6              | 0              | 0              | 6              | 248            | 29             | -       | -       | -       | -       | -       |           |            |

Fonti: Enciclopedia del Football - A cura di Roberto Mezzetti

#### Liga Norte Femenina
| Stagione | regular season | regular season | regular season | regular season | regular season | regular season | playoff | playoff | playoff | playoff | playoff | playoff       | playoff    |
|          | Vin            | Par            | Per            | Tot            | PF             | PS             | Vin     | Per     | Tot     | PF      | PS      | risultato     | avversaria |
| -------- | -------------- | -------------- | -------------- | -------------- | -------------- | -------------- | ------- | ------- | ------- | ------- | ------- | ------------- | ---------- |
| 2016     | 2              | 0              | 0              | 2              | 65             | 24             | -       | -       | -       | -       | -       | Campionesse   | -          |
| 2018     | 4              | 0              | 2              | 6              | 147            | 78             | -       | -       | -       | -       | -       | Secondo posto | -          |
| Totale   | 6              | 0              | 2              | 8              | 212            | 102            | -       | -       | -       | -       | -       |               |            |

Fonti: Enciclopedia del Football - A cura di Roberto Mezzetti

### Riepilogo fasi finali disputate
| Anno            | Luogo                    | Evento         | Fase del torneo  | Incontro                              | Risultato |
| 2008            |                          | Copa de España | Quarti di finale | Osos de Rivas - Gijón Mariners        | 34 - 7    |
| 21 maggio 2016  | Murcia                   | Serie B        | Semifinale       | Murcia Cobras - Gijón Mariners        | 27 - 7    |
| 6 maggio 2018   | Santa Coloma de Gramenet | Serie A        | Quarti di finale | Badalona Dracs - Gijón Mariners       | 78 - 12   |
| 2 dicembre 2018 | Santa Coloma de Gramenet | Copa de España | Semifinale       | Badalona Dracs - Gijón Mariners       | 47 - 10   |
| 9 novembre 2019 |                          | Copa de España | Quarti di finale | Gijón Mariners - L'Hospitalet Pioners | 13 - 14   |
| 13 giugno 2021  | Badalona                 | Copa de España | Semifinale       | Badalona Dracs - Gijón Mariners       | 39 - 6    |

## Palmarès
- 1 Campionato spagnolo di serie C (2015)
- 1 Liga Norte Senior (2015)
- 1 Liga Norte Femenina (2016)